# Conie-Molitard
Pour les articles homonymes, voir Conie (homonymie).
Conie-Molitard est une commune française située dans le département d'Eure-et-Loir en région Centre-Val de Loire.

## Géographie

### Situation

Situation géographique
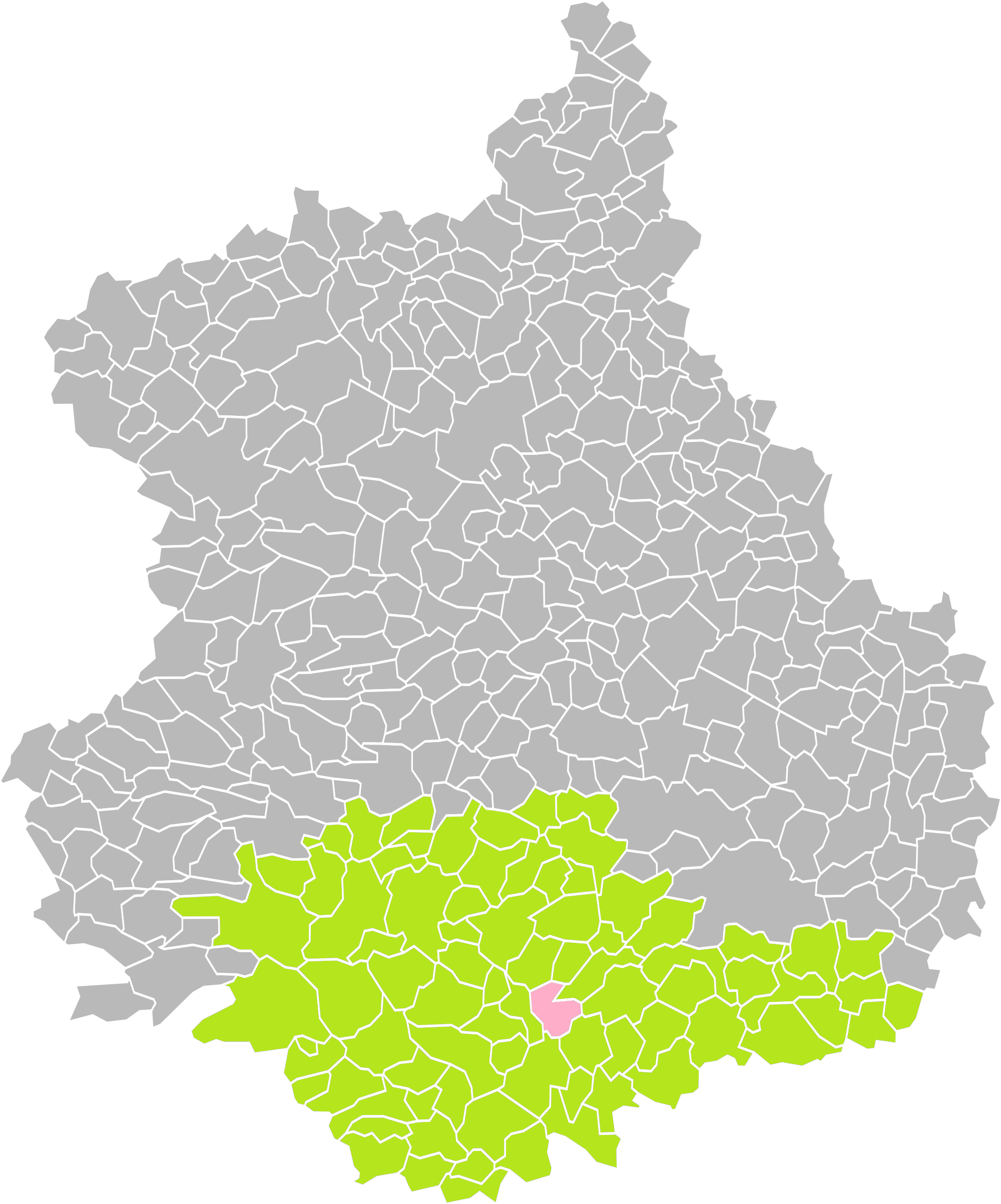
Conie-Molitard dans son arrondissement.
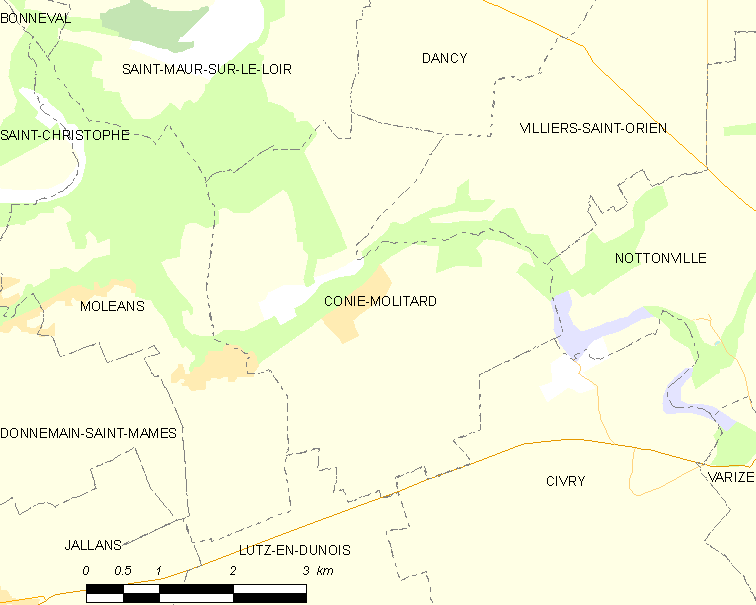
Carte de la commune de Conie-Molitard.

### Communes limitrophes
| Saint-Maur-sur-le-Loir | Dancy          | Villiers-Saint-Orien |
| Moléans                | Conie-Molitard | Nottonville          |
|                        | Lutz-en-Dunois | Civry                |

### Hydrographie
- Comme son toponyme l'indique, la commune est traversée par la rivière la Conie, affluent du Loir, sous-affluent du fleuve la Loire par la Sarthe et la Maine.
- La commune bénéficie depuis 1969 d'une station hydrologique au pont de Bleuet : le débit moyen annuel ou module de la Conie, observé durant une période de 49 ans (de 1969 à 2018), est de 1,68 m3/s, soit 1 680 litres par seconde. La hauteur maximale instantanée, relevée à Conie-Molitard le 22 mai 2001, est de 1,03 m[1].
- Une seconde station hydrologique a également fonctionné durant 16 ans, de 1970 à 1985, en aval de Conie-Molitard près de Valainville[2].

### Climat
Pour des articles plus généraux, voir Climat du Centre-Val de Loire et Climat d'Eure-et-Loir.
En 2010, le climat de la commune est de type climat océanique dégradé des plaines du Centre et du Nord, selon une étude du CNRS s'appuyant sur une série de données couvrant la période 1971-2000. En 2020, Météo-France publie une typologie des climats de la France métropolitaine dans laquelle la commune est exposée à un climat océanique altéré et est dans la région climatique  Moyenne vallée de la Loire, caractérisée par une bonne insolation (1 850 h/an) et un été peu pluvieux. 
Pour la période 1971-2000, la température annuelle moyenne est de 10,9 °C, avec une amplitude thermique annuelle de 14,9 °C. Le cumul annuel moyen de précipitations est de 636 mm, avec 11 jours de précipitations en janvier et 7,4 jours en juillet. Pour la période 1991-2020, la température moyenne annuelle observée sur la station météorologique de Météo-France la plus proche, « Châteaudun », sur la commune de Jallans à 7 km à vol d'oiseau, est de 11,5 °C et le cumul annuel moyen de précipitations est de 603,3 mm,. Pour l'avenir, les paramètres climatiques de la commune estimés pour 2050 selon différents scénarios d'émission de gaz à effet de serre sont consultables sur un site dédié publié par Météo-France en novembre 2022.

## Urbanisme

### Typologie
Au 1er janvier 2024, Conie-Molitard est catégorisée commune rurale à habitat dispersé, selon la nouvelle grille communale de densité à 7 niveaux définie par l'Insee en 2022.
Elle est située hors unité urbaine. Par ailleurs la commune fait partie de l'aire d'attraction de Châteaudun, dont elle est une commune de la couronne,. Cette aire, qui regroupe 25 communes, est catégorisée dans les aires de moins de 50 000 habitants,.

### Occupation des sols
L'occupation des sols de la commune, telle qu'elle ressort de la base de données européenne d’occupation biophysique des sols Corine Land Cover (CLC), est marquée par l'importance des territoires agricoles (79,1 % en 2018), une proportion identique à celle de 1990 (79,1 %). La répartition détaillée en 2018 est la suivante : terres arables (76,8 %), forêts (17,8 %), zones urbanisées (2,7 %), zones agricoles hétérogènes (2,3 %), zones humides intérieures (0,4 %). L'évolution de l’occupation des sols de la commune et de ses infrastructures peut être observée sur les différentes représentations cartographiques du territoire : la carte de Cassini (XVIIIe siècle), la carte d'état-major (1820-1866) et les cartes ou photos aériennes de l'IGN pour la période actuelle (1950 à aujourd'hui).

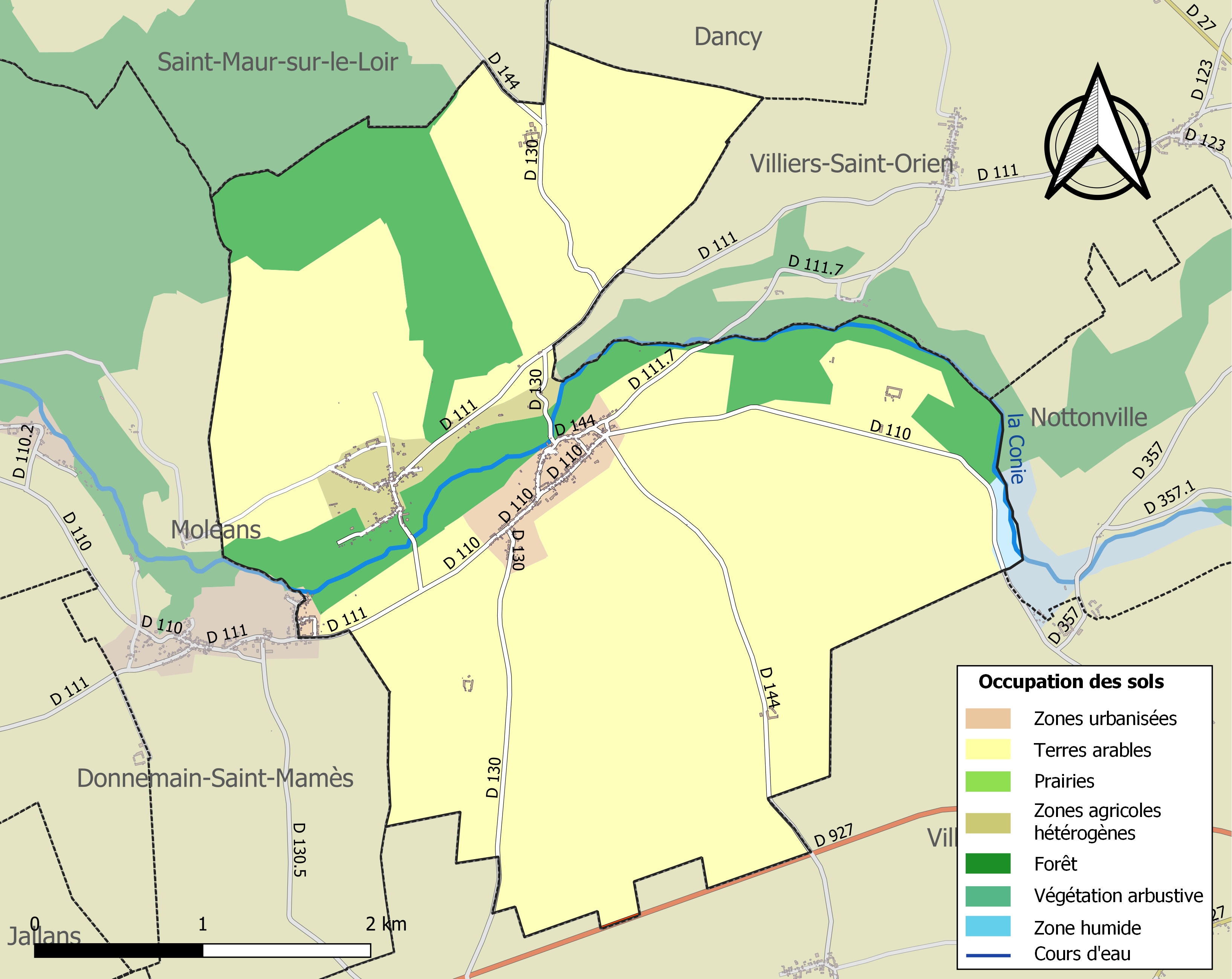
Carte des infrastructures et de l'occupation des sols de la commune en 2018 (CLC).

### Risques majeurs
Le territoire de la commune de Conie-Molitard est vulnérable à différents aléas naturels : météorologiques (tempête, orage, neige, grand froid, canicule ou sécheresse), inondations, mouvements de terrains et séisme (sismicité très faible). Il est également exposé à un risque technologique, le transport de matières dangereuses. Un site publié par le BRGM permet d'évaluer simplement et rapidement les risques d'un bien localisé soit par son adresse soit par le numéro de sa parcelle.

#### Risques naturels
Certaines parties du territoire communal sont susceptibles d’être affectées par le risque d’inondation par débordement de cours d'eau, notamment la Conie. La commune a été reconnue en état de catastrophe naturelle au titre des dommages causés par les inondations et coulées de boue survenues en 1989, 1992, 1999 et 2001,.

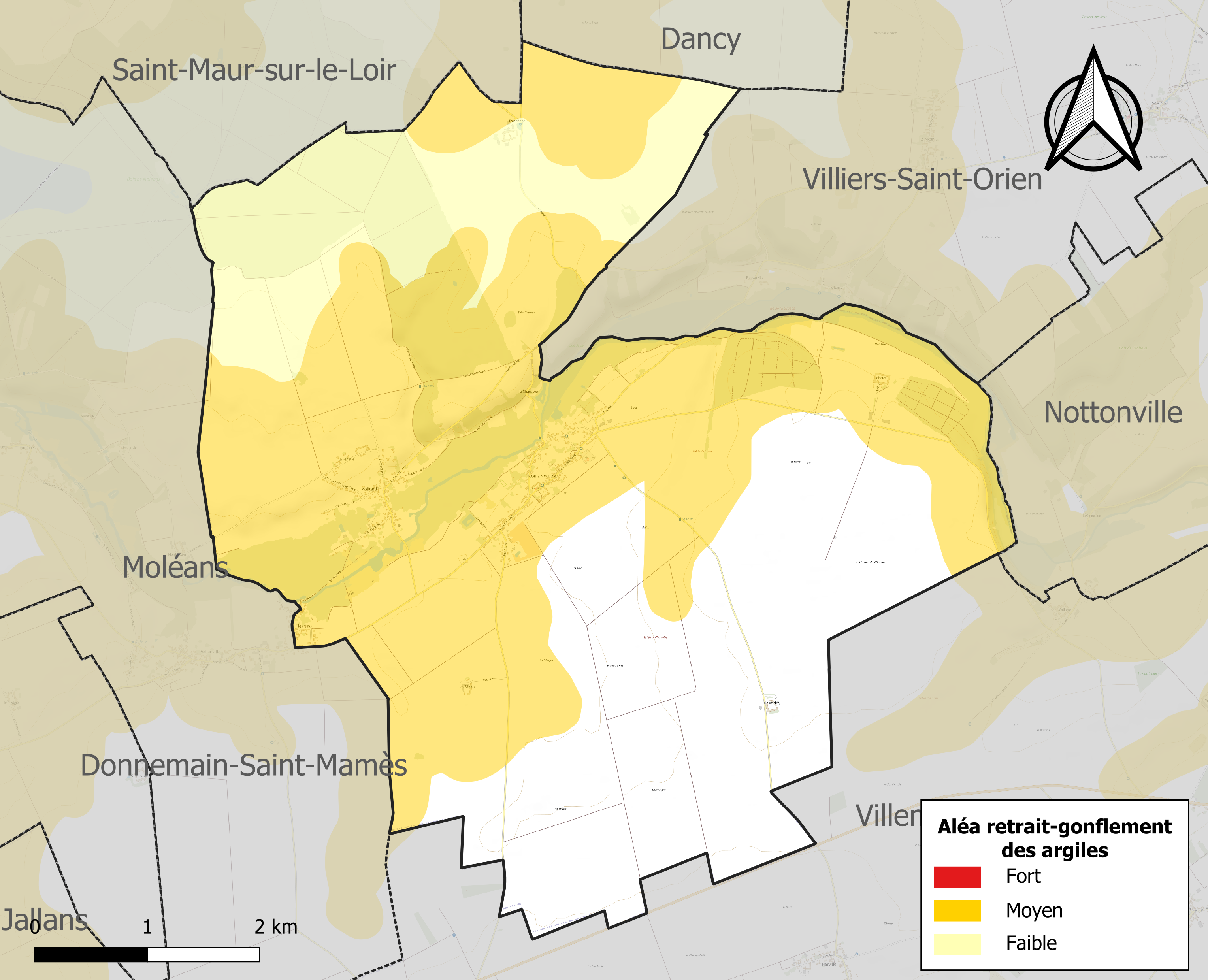
Carte des zones d'aléa retrait-gonflement des sols argileux de Conie-Molitard.

Les mouvements de terrains susceptibles de se produire sur la commune sont des mouvements de sols liés à la présence d'argile, des affaissements et effondrements liés aux cavités souterraines (hors mines) et des effondrements généralisés. L'inventaire national des cavités souterraines permet de localiser celles situées sur la commune.
Le retrait-gonflement des sols argileux est susceptible d'engendrer des dommages importants aux bâtiments en cas d’alternance de périodes de sécheresse et de pluie. 55,2 % de la superficie communale est en aléa moyen ou fort (52,8 % au niveau départemental et 48,5 % au niveau national). Sur les 213 bâtiments dénombrés sur la commune en 2019, 210 sont en aléa moyen ou fort, soit 99 %, à comparer aux 70 % au niveau départemental et 54 % au niveau national. Une cartographie de l'exposition du territoire national au retrait gonflement des sols argileux est disponible sur le site du BRGM,.
Concernant les mouvements de terrains, la commune a été reconnue en état de catastrophe naturelle au titre des dommages causés par la sécheresse en 1989, 1992 et 2001 et par des mouvements de terrain en 1999.

#### Risques technologiques
Le risque de transport de matières dangereuses sur la commune est lié à sa traversée par des infrastructures routières ou ferroviaires importantes ou la présence d'une canalisation de transport d'hydrocarbures. Un accident se produisant sur de telles infrastructures est en effet susceptible d’avoir des effets graves au bâti ou aux personnes jusqu’à 350 m, selon la nature du matériau transporté. Des dispositions d’urbanisme peuvent être préconisées en conséquence.

## Toponymie
Le nom de la localité est attesté sous les formes Connia en 1095, Coneia en 1119, Conneia en 1225, Conia en 1230. Il s’agit bien sûr du village Conie et de la rivière, avec une terminaison latine de traduction a.
Conie désigne le village, chef-lieu de la commune de Conie-Molitard. Selon Nicolas Huron : « La  rivière Conie se sépare en deux à l’est de la commune. De plus, ce nom se retrouve dans celui de Moret-Conie, une ferme de la commune de Villeneuve-sur-Conie, dans le département du Loiret. Le terme conia y désigne la cigogne. Certains chercheurs aujourd’hui prétendent que le village a donné son nom à la rivière ou que la rivière a donné son nom au village, sans imaginer que ce terme désignait une caractéristique marquante de ce terroir : la présence de cigognes durant les beaux jours. Il n’y a plus de cigognes aujourd’hui. Cet oiseau était présent autrefois sur une bonne partie de l’ouest de la France comme l’atteste la répartition géographique du toponyme « Cigogne ». Cet échassier qui se nourrit de batraciens, d’écrevisses, d’oisillons, de petits rongeurs, de petits reptiles, etc., devait trouver son bonheur dans la vallée de la Conie, sa vallée ».
Molitard est attesté sous la forme Mons Letardi vers 1102, le toponyme a fait l’objet de multiples interprétations, dont le latin montem et le nom propre germanique Letardus.

## Histoire

### Époque moderne
Sous l'Ancien Régime, Conie et Molitard sont deux paroisses dépendant au spirituel du diocèse de Blois, de l'archidiaconé de Dunois et doyenné de Beauce. En plus de son église paroissiale, Molitard comprenait également un prieuré simple. Tous deux ont aujourd'hui disparu. Dans le bourg de Molitard, une rue du Prieuré en conserve le souvenir.

### Époque contemporaine
En 1829, la commune de Conie absorbe la commune de Molitard et change alors de nom, devenant Conie-Molitard.

#### XXesiècle
Entre le 29 janvier 1939 et le 8 février, plus de 2 000 réfugiés espagnols fuyant l'effondrement de la république espagnole devant les troupes de Franco, arrivent en Eure-et-Loir. Devant l'insuffisance des structures d'accueil (le camp de Lucé et la prison de Châteaudun rouverte pour l’occasion), 53 villages sont mis à contribution, dont Conie. Les réfugiés, essentiellement des femmes et des enfants (les hommes sont désarmés et retenus dans le sud de la France), sont soumis à une quarantaine stricte, vaccinés, le courrier est limité, le ravitaillement, s'il est peu varié et cuisiné à la française, est cependant assuré. Une partie des réfugiés rentrent en Espagne, incités par le gouvernement français qui facilite les conditions du retour, mais en décembre, 922 ont préféré rester et sont rassemblés à Dreux et Lucé.

## Politique et administration

### Liste des maires
| Période                                  | Période       | Identité          | Étiquette | Qualité                        |
| ---------------------------------------- | ------------- | ----------------- | --------- | ------------------------------ |
| Les données manquantes sont à compléter. |               |                   |           |                                |
| 1935                                     | 1952          | Henri Ribot       |           |                                |
| 1952                                     | mars 1965     | Achille Clément   |           |                                |
| mars 1965                                | juin 1995     | Gérard Lemaire    |           | Agriculteur                    |
| juin 1995                                | 18 mars 2001  | Philippe Clouet   |           |                                |
| 18 mars 2001                             | 1er mars 2016 | Étienne Boissière |           | Mécanicien agricole retraité   |
| 1er mars 2016                            | 3 juin 2016   | Nicolas Goupil    |           | Maire par intérim, électricien |
| 3 juin 2016                              | 27 mai 2020   | Claude Haudebourg |           | Chef d'entreprise retraité     |
| 27 mai 2020                              | En cours      | Anne Genneseaux   |           | Cheffe d'entreprise            |

## Population et société

### Démographie
L'évolution du nombre d'habitants est connue à travers les recensements de la population effectués dans la commune depuis 1793. Pour les communes de moins de 10 000 habitants, une enquête de recensement portant sur toute la population est réalisée tous les cinq ans, les populations de référence des années intermédiaires étant quant à elles estimées par interpolation ou extrapolation. Pour la commune, le premier recensement exhaustif entrant dans le cadre du nouveau dispositif a été réalisé en 2006.

En 2022, la commune comptait 389 habitants, en évolution de −3,47 % par rapport à 2016 (Eure-et-Loir : −0,23 %, France hors Mayotte : +2,11 %).
| 1793 | 1800 | 1806 | 1821 | 1831 | 1836 | 1841 | 1846 | 1851 |
| ---- | ---- | ---- | ---- | ---- | ---- | ---- | ---- | ---- |
| 234  | 250  | 228  | 196  | 469  | 499  | 536  | 562  | 587  |

| 1856 | 1861 | 1866 | 1872 | 1876 | 1881 | 1886 | 1891 | 1896 |
| ---- | ---- | ---- | ---- | ---- | ---- | ---- | ---- | ---- |
| 617  | 617  | 566  | 553  | 512  | 483  | 535  | 553  | 549  |

| 1901 | 1906 | 1911 | 1921 | 1926 | 1931 | 1936 | 1946 | 1954 |
| ---- | ---- | ---- | ---- | ---- | ---- | ---- | ---- | ---- |
| 502  | 483  | 455  | 375  | 391  | 369  | 359  | 376  | 358  |

| 1962 | 1968 | 1975 | 1982 | 1990 | 1999 | 2006 | 2011 | 2016 |
| ---- | ---- | ---- | ---- | ---- | ---- | ---- | ---- | ---- |
| 303  | 254  | 233  | 309  | 337  | 338  | 375  | 380  | 403  |

| 2021 | 2022 | - | - | - | - | - | - | - |
| ---- | ---- | - | - | - | - | - | - | - |
| 395  | 389  | - | - | - | - | - | - | - |

## Culture locale et patrimoine

### Lieux et monuments
- Église Notre-Dame : elle abrite la dalle funéraire de Jehan Vaillant de Guélis et de Jehanne Nivart, sa mère,  Inscrit MH (1906)[35]. Jehan Vaillant de Guélis est mort en 1574, sa mère en 1548. En sus de leurs effigies, cette pierre gravée de 1574 représente leur épitaphe et leurs armoiries.

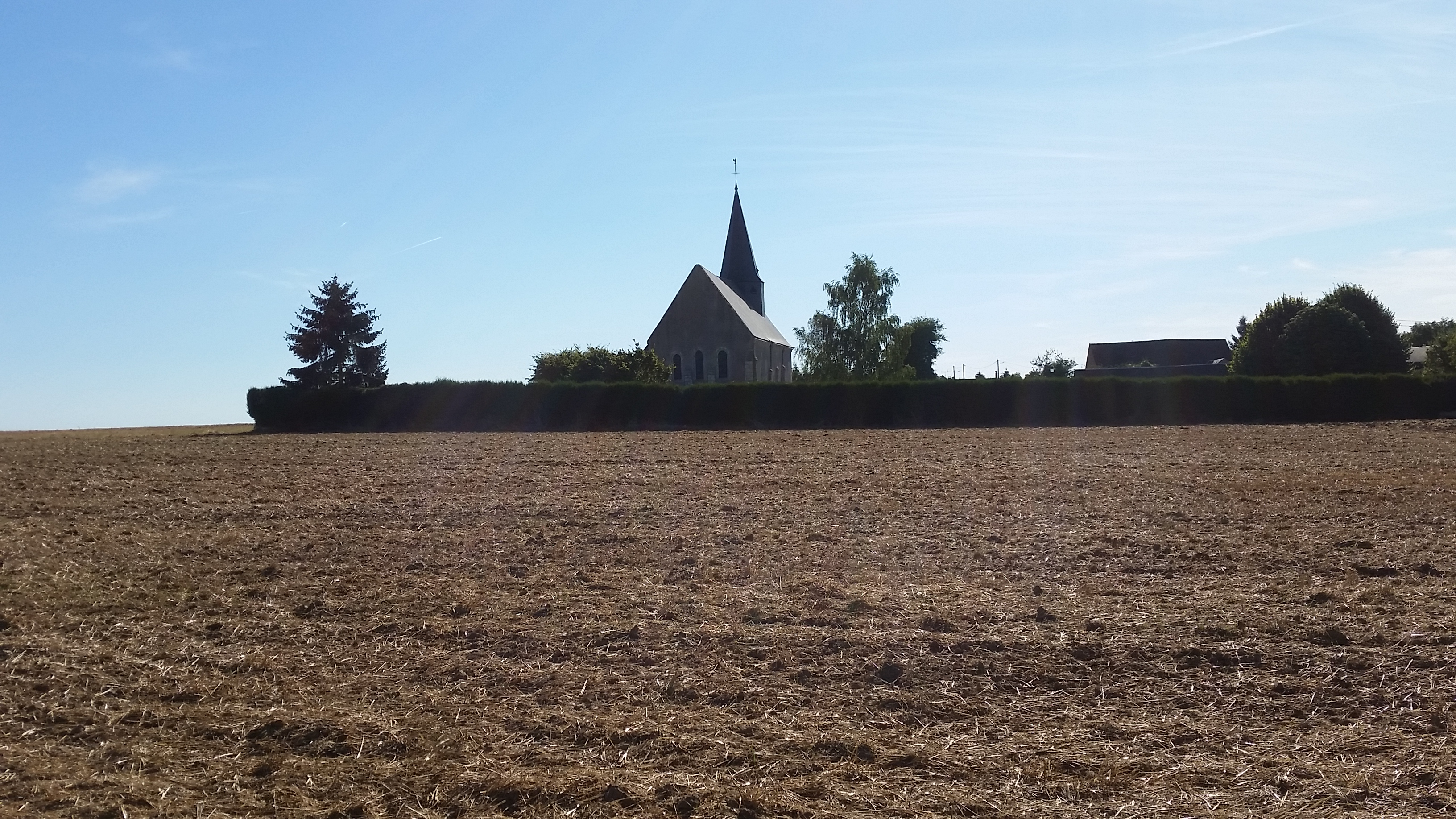
L'église Notre-Dame en septembre 2016.
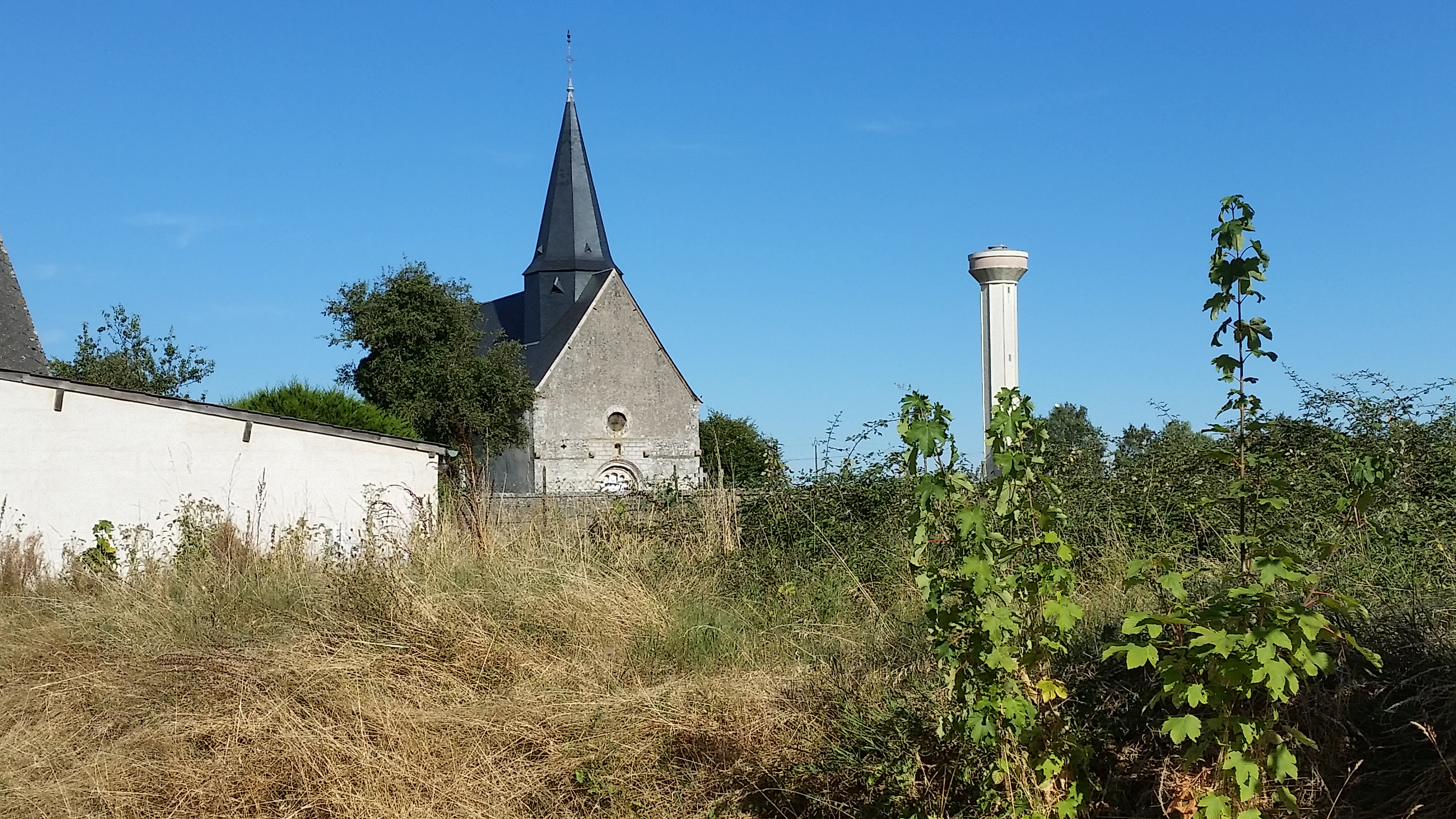
L'église et le château d'eau.
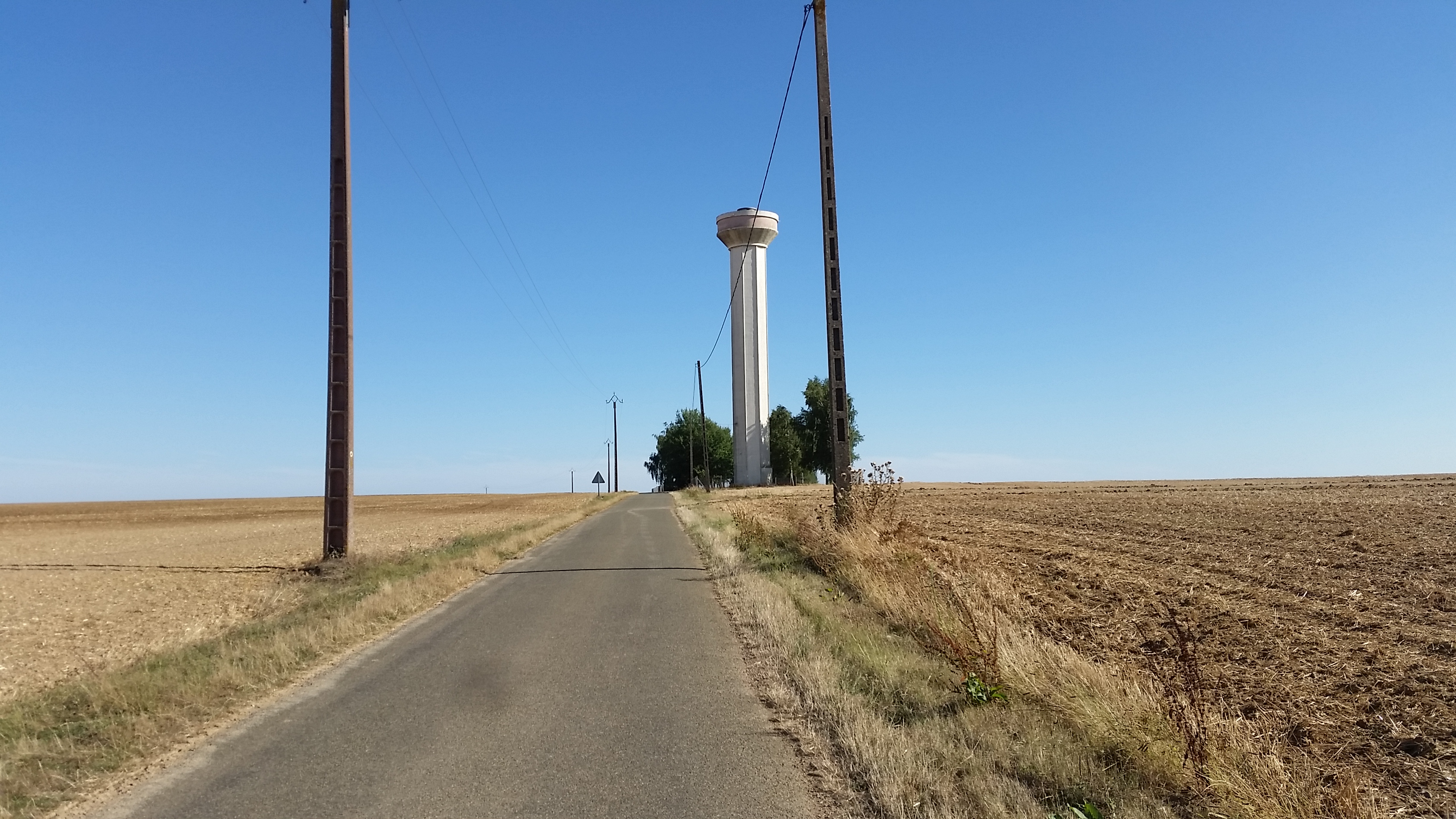
Le château d'eau.

### Personnalités liées à la commune
- Jehan Vaillant de Guélis, conseiller au Grand Conseil, bailli de Dunois[36] au XVIe siècle.
- François de Molitard, seigneur de Molitard[37].